# جمعية نقاد السينما الأسترالية
جمعية نقاد السينما الأسترالية (بالإنجليزية: Australian Film Critics Association) (AFCA) كان يُعرف سابقًا باسم (منتدى ملبورن لنقاد السينما) وهي جمعية مهنية أسترالية لنقاد الأفلام والمراجعين والصحفيين الذين يعملون في وسائل الإعلام، ومقرها ملبورن، وهي عضو في الاتحاد الدولي لنقاد السينما (FIPRESCI).

## تاريخ الجمعية
تأسست جمعية نقاد السينما الأسترالية عام 1996 كمنتدى ملبورن لنقاد السينما، ثم امتد ليصبح منظمة وطنية في عام 2004، وفي نفس العام، أصبحت جمعية نقاد السينما الأسترالية ممثلًا أستراليًا عن الاتحاد الدولي لنقاد السينما (FIPRESCI) الذي يضم الاتحاد الوطني لنقاد السينما. منظمات نقاد السينما المحترفين والصحفيين السينمائيين من جميع أنحاء العالم. لدى FIPRESCI أعضاء في أكثر من 50 دولة حول العالم. ساعدت جمعية نقاد السينما الأسترالية في إنشاء أول لجنة تحكيم في FIPRESCI في مهرجان أديلايد السينمائي.
أعضاء جمعية نقاد السينما الأسترالية، الذين يساهم العديد منهم في وسائل الإعلام المعترف بها دوليًا، هم نقاد أفلام محترفون ومراجعون أفلام وصحفيون سينمائيون، من جميع المنتديات الإعلامية، الذين يقدمون مناقشة مستنيرة وتحليلات وتعليقات على السينما الأسترالية والعالمية. فيما يلي بعض منهم: آدم روس - لاتشلان ماركس - آلان جيمس - لورا بينيت - أليكس توماس - لورانس باربر - ألكسندرا هيلر-نيكولاس - لي زكريا - ليزا تاتشر - أشلي بيكس - لوك باكماستر - مارسيلا باباندريا - بيد جيرمين - مادلين سوين - مارك لافركومب - كاميرون ويليامز - ماثيو تومي - كارول فان أوبستال - نيكولاس برودي - بول تورنر - بيتر كراوز - ريتشارد ألابا - ديفيد أوكونيل إلخ. تدعم الجمعية كلاً من السينما السائدة والمستقلة ويسلط الضوء على الأفلام المهمة أو الصعبة.

## وصلات خارجية
http://www.auscritic.com/ جمعية نقاد السينما الأسترالية
https://www.imdb.com/event/ev0003128/2020/1/ جمعية نقاد السينما الأسترالية
https://www.imdb.com/event/ev0003128/2019/1/ جمعية نقاد السينما الأسترالية
https://www.imdb.com/event/ev0003128/2018/1/ جمعية نقاد السينما الأسترالية